# Pitcher
En pitcher er den spiller i baseball, som kaster bolden til batteren, der forsøger at slå bolden i spil. Pitcheren er en del af defensiven, dvs. han skal forsøge at forpurre batterens chancer. Denne "kamp i kampen" mellem batteren og pitcheren er selve essensen af baseball.
Pitching afhænger af et bredt spektrum af egenskaber, bl.a. råstyrke, præcision, stuff (dvs. kvaliteten af pitcherens pitches), udholdenhed, psyke, etc. Pitcheren arbejder tæt sammen med sit holds catcher, der bestemmer rækkefølgen og den ønskede placering af de forskellige pitches. Afhængigt af erfaring har pitcheren dog også en del selvbestemmelse.
På banen er pitcheren placeret på pitcher's mound, som er en forhøjning midt mellem de fire baser. Under en pitchingbevægelse skal pitcheren til enhver tid røre et rektangulært stykke plastic midt på mounden, som kaldes the pitching rubber. Afstanden fra denne til home plate er 18,44 m.
Pitcherens altoverskyggende opgave er at få battere out (slået ud). Imidlertid er det også vigtigt at være god defensivt, hvis bolden skulle blive slået tilbage til pitcheren, eller han skal deltage i en anden defensiv kombination. I National League skal pitcheren desuden selv batte.

## Pitchingteknikker
Pitcheren skal generelt forsøge at ramme strikezonen med sine pitches. Imidlertid kan det ofte være fordelagtigt at ramme lidt ved siden af, hvis man kan få batteren til at svinge efter bolden, der så vil være sværere at ramme og sende ordentligt i spil.
For at generere så meget kraft som muligt laver pitcheren et wind-up før kastet. Wind-uppet består af et spark med foden og et vrid af kroppen og skulderen. Den måde, som pitcheren leverer kastet på, er meget individuel. Nogle pitchers kaster direkte overhånd, mens andre kaster sidelæns eller næsten underhånd, og visse varierer endda deres armstillinger undervejs i en kamp. Hvis en modstander kommer på en af baserne, vil pitcheren typisk forkorte sit wind-up til det, der kaldes the stretch. Dermed får løberne på baserne mindre tid til at stjæle baser.
Det er ikke lovligt for pitcheren at finte. Han skal udføre sit wind-up med en særlig rytme, så batteren ved, at der kommer et pitch. Hvis pitcheren bryder sin rutine, dømmer dommeren en balk, og alle løbere på baserne får lov til uhindret at gå én base frem. Pitcheren må dog gerne hurtigt træde af sit pitching rubber og kaste bolden til en medspiller, der står ved en af baserne, så de kan forsøge at få en modspiller, som er trådt lidt for langt væk fra basen, slået ud. Dette kaldes et pickoff attempt (og hvis det lykkes, et pickoff).
Pitchers kan overordnet deles op i tre kategorier.
- Power pitchers kaster hårdt (op til omkring 160 km/h) og er ofte afhængige af strikeouts til at få battere dømt ud.
- Control pitchers fokuserer mere på præcision end ren råstyrke.
- Finesse pitchers bruger diverse trick-pitches til at forstyrre batterens timing og balance.

De mest succesfulde pitchers i baseballs historie har typisk haft en kombination af de tre ovenstående egenskaber.
Hvis det defensive hold forventer, at en modstander på en af baserne vil forsøge at stjæle en base, kan pitcheren vælge at kaste et pitchout. Dette foregår ved, at pitcheren foregiver at kaste et normalt pitch, men i stedet for at kaste bolden gennem strikezonen, kaster han den et godt stykke ved siden af. Her springer catcheren op og griber bolden, hvorefter han kaster den til den base, som forsøges stjålet af modstanderen. Derved opnår det defensive hold en tidsmæssig fordel, og der vil være større chance for at fange løberen.
Hvis batteren står meget tæt på home plate og forsøger at dække mere end sædvanligt, ses det en gang imellem, at pitcheren kaster et brushback, dvs. et pitch der tvinger batteren til at flytte sig hurtigt for ikke at blive ramt. Det er ikke tilladt at sigte direkte efter batteren, men brushbacks er alligevel rimelig almindelige. De kan også være en advarsel fra pitcherens side, hvis batteren eksempelvis har forsøgt at kigge bagud på catcherens håndtegn for at aflure, hvilket pitch der skal kastes næste gang, eller lignende.
Når batteren bliver ramt, kaldes det hit by pitch (eller en beaning). Langt de fleste gange sker dette som følge af en fejl, men en pitcher kan i visse tilfælde med vilje ramme batteren, fx som hævn for en lignende hændelse tidligere i kampen. Hvis dommeren mener, at en pitcher forsætligt har forsøgt at ramme en batter, vil han give en advarsel til begge holds trænere. Ved næste hit by pitch vil pitcheren så blive smidt ud af kampen, uanset hold.

## Typer af pitchers
Pitchers kan deles op i to hovedgrupper: starting pitchers (starters) og relief pitchers (relievers). Disse har væsentligt forskellige roller i en baseballkamp, men det ses ofte, at starting pitchers, der ældes eller har problemer, bliver "konverteret" til relief pitchers. Den omvendte proces er mere sjælden, men en del yngre pitchers, som forventes at blive starting pitchers i fremtiden, får lov til at vænne sig til Major League Baseball (MLB) gennem relief pitching.

### Starting pitchers
Som navnet antyder er det en starting pitchers opgave at begynde kampen for sit hold. Det forventes, at han gennemsnitligt pitcher 6-7 innings. De seneste år har der været stor fokus på det såkaldte pitch count, dvs. hvor mange pitches en pitcher kaster i løbet af en kamp. For en starting pitcher anses det for at være risikabelt at komme over 100-110 pitches, afhængigt af den pågældende pitchers udholdenhed.
Hvis en pitcher klarer sig rigtig godt og er økonomisk med sine pitches, vil han ofte få lov til at pitche 8 eller endda alle 9 innings. Hvis en pitcher bliver inde hele kampen, kaldes det et complete game. Hvis han ikke tillader det andet hold at score i alle 9 innings, kaldes det en (complete game) shutout. I sportens tidlige år var complete games mere reglen end undtagelsen, men i dag udgør de en forsvindende lille procentdel af alle kampe.
Et hold vil normalt have fem starting pitchers, som skiftes til at pitche (benævnt the pitching rotation). Da der i reglen spilles en kamp om dagen, giver dette hver pitcher fire-fem dages restitution efter en kamp. Dette har vist sig at være nødvendigt, eftersom pitching er ekstremt anstrengende for menneskekroppen.
Skader er en næsten uundgåelig del af pitching. Kun få pitchers klarer sig igennem en hel karriere uden længere skadespauser.

### Relief pitchers
Relief pitchers er fællesbetegnelsen for de pitchers, som kommer ind undervejs i kampen, dvs. som udskiftning for starting pitcheren eller en anden relief pitcher. Under ét kaldes et holds stab af relievers the bullpen. I Major League Baseball er det normalt med 6-8 relief pitchers pr. hold.
Relief pitchers kan opdeles i følgende (ikke klart definerede) kategorier:
- En long reliever kommer typisk ind, når der skal arbejdes i flere end et par innings. Dette betyder almindeligvis, at starting pitcheren har haft en dårlig dag og måtte udskiftes, eller at starteren har fået en skade.
- En middle reliever pitcher 1-2 innings i den sidste tredjedel af kampen. Hans opgave er at bevare en føring eller holde pointstillingen tæt, men uden det pres som 8. og 9. inning repræsenterer.
- En set-up man pitcher normalt i 8. inning i en tæt kamp – typisk hvis hans hold allerede fører. Han skal levere føringen videre til closeren.
- En closer kommer næsten altid kun ind i 9. inning, og normalt kun hvis hans hold fører med tre eller færre runs (point). Closeren er generelt den bedste relief pitcher på holdet, da de pressede situationer kræver stor koncentration og et endnu større talent.

I modsætning til starting pitchers kan relief pitchers normalt godt bruges to dage i træk, da deres arbejdslæs ikke er lige så stort. Det er dog stadig vigtigt med hvile, og en del af starterens opgave er også at levere nogle kvalitetsinnings, så holdets bullpen ikke bliver udmattet dag ud og dag ind.

## Bedømmelse af pitching
Baggrundsartikel: Baseballstatistikker
Ligesom alt andet i baseball bedømmes pitching bedst ved selvsyn på stadion, men da baseball er en sport, hvor tal og statistikker spiller en stor rolle, bliver matematiske metoder også taget i brug ved bedømmelse af pitchers. Den mest benyttede statistiske målestok for pitching er earned run average (ERA), som angiver, hvor mange runs en pitcher tillader det andet hold at score pr. 9 innings. Hvis nogle af disse runs bliver scoret som følge af en fejl af forsvaret, eller hvis pitcheren er blevet skiftet ind, mens der var løbere på baserne, tælles disse runs dog ikke med (deraf "earned runs" – fortjente runs). For starting pitchers betragtes en ERA omkring 3,50 som godt, mens en ERA under 3,00 er fænomenalt. Gode relief pitchers har typisk en ERA under 3,00.
En anden vigtig kategori er strikeouts, som simpelthen angiver hvor mange strikeouts en pitcher har kastet i løbet af en sæson.
Den tredje centrale kategori for starting pitchers er wins, dvs. hvor mange kampe de har vundet for deres hold. En starting pitcher skal pitche mindst fem innings for at være kvalificeret til at få en win, hvis hans hold vinder kampen, og de har taget føringen, mens den pågældende pitcher stadig var i kampen. Nu til dags betragtes 20 wins som værende tærsklen for en fantastisk sæson. Wins er dog meget afhængige af både forsvaret og holdets bullpen og er derfor ikke en særlig pålidelig indikator.
Tilsammen kaldes ERA, strikeouts og wins for pitchings Triple Crown. Det er en af de højeste udmærkelser i sporten at føre sin liga i alle Triple Crown-kategorier ved slutningen af en sæson. Det er kun sket 35 gange i historien.
For closers er saves den altdominerende kategori. En pitcher tildeles en save, hvis han kommer ind i kampen, mens hans hold fører med tre eller færre runs, og han afslutter kampen uden at have tabt føringen på noget tidspunkt. 40 saves eller derover betragtes som en rigtig god sæson, omend antallet af save-chancer afhænger stærkt af holdets offensiv.
Af sjældnere benyttede (men lige så betydningsfulde) statistiske mål kan nævnes walks, som er antallet af walks, en pitcher har kastet i løbet af sæsonen. Dette er altså et mål for pitcherens præcision. Losses angiver antallet af kampe, som pitcheren har tabt. En mere avanceret kategori er WHIP (Walks plus Hits pr. Innings Pitched), som angiver, hvor mange battere pitcheren tillader at komme på base pr. inning.
Efter den regulære MLB-sæson stemmer baseballjournalisternes forbund (Baseball Writers Association of America) om, hvem der fortjener udmærkelsen som årets bedste pitcher i hver af de to ligaer. Vinderen får Cy Young-prisen. Både starting pitchers og relief pitchers kan vinde prisen, men den gives oftest til starters, da de har pitchet flere innings.